# Bewerbungsgespräch

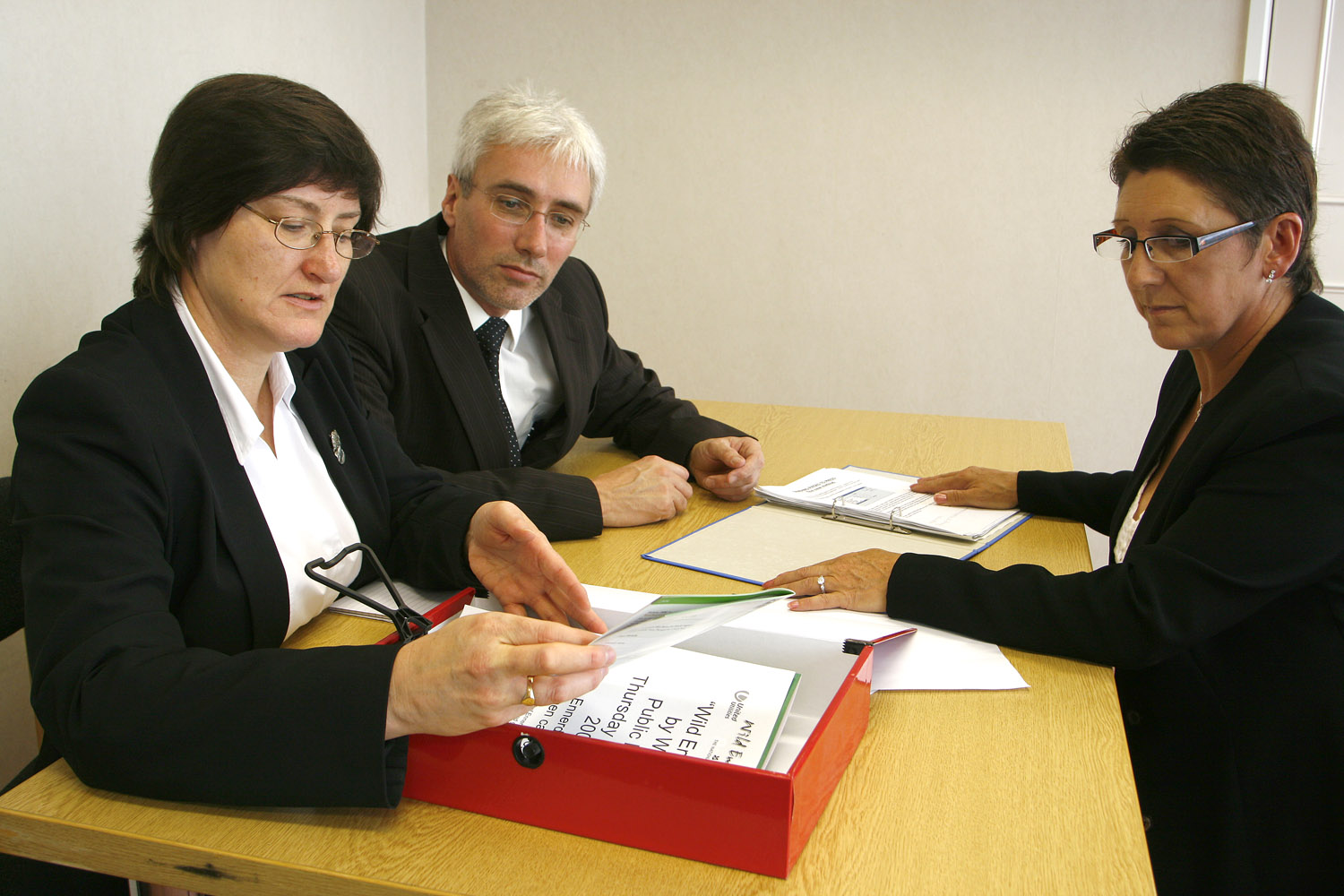
Bewerbungsgespräch

Das Bewerbungsgespräch (auch Vorstellungsgespräch, Einstellungsgespräch, Job-Interview) ist ein persönliches Gespräch zwischen einem Bewerber und einem oder mehreren Personalentscheidern, das im Rahmen eines Personalauswahlverfahrens geführt wird.
Die Anzahl der Vertreter des zukünftigen Arbeitgebers kann zwischen einer und mehreren Personen variieren. Bei größeren Organisationen liegt die Anzahl der Teilnehmer meistens bei bis zu vier Personen, da nicht nur der künftige Vorgesetzte als Vertreter der Fachabteilung anwesend ist, sondern auch ein Personalreferent und ein Vertreter des Betriebsrates bzw. der Personalvertretung. Es kommt dabei in der Regel zu mehreren Gesprächsrunden, in deren Verlauf die Zusammensetzung variiert. Der Aufwand steigt tendenziell mit der Wertigkeit der Stelle, d. h. das Bewerbungsgespräch mit einem Praktikanten erfordert betrieblicherseits weniger Ressourcen als das Bewerbungsgespräch mit einer Führungskraft.

## Vor dem Bewerbungsgespräch
Das Bewerbungsgespräch wird meist durch eine schriftliche oder elektronische Bewerbung eingeleitet, und manchmal gehen dem eigentlichen Gespräch Testverfahren (Persönlichkeitstests, Intelligenztests, o. Ä.) voraus. Es gibt zwei Formen des Bewerbungsgespräches; entweder der Bewerber und der Arbeitgeber treffen sich persönlich, ein Präsenzbewerbungsgespräch. Das Gespräch kann auch telefonisch durchgeführt werden, dieses Verfahren nennt man Telefonisches Bewerbungsgespräch. Bei unzulässigen Fragen des Arbeitgebers steht dem künftigen Arbeitnehmer ein Recht auf Lüge zu.
Es geht beim Bewerbungsgespräch nicht nur um die Erfassung fachlicher Qualifikationen, sondern auch um soziale Kompetenzen. Die Organisation will wissen, ob der Bewerber in das bestehende Team und zu den Anforderungen passt, und wie er auftritt. Hier ist besonders auch das äußere Erscheinungsbild des Bewerbers relevant.
Zu einem Bewerbungsgespräch wird nur ein enger Personenkreis eingeladen, um dann eine endgültige Entscheidung treffen zu können. Häufig wird auf die Bewerbungsunterlagen Bezug genommen. Unter Umständen werden auch öffentlich zugängliche Quellen herangezogen, so etwa vorhandene Profile des Bewerbers bei sozialen Netzwerken.

## Struktur des Bewerbungsgespräches

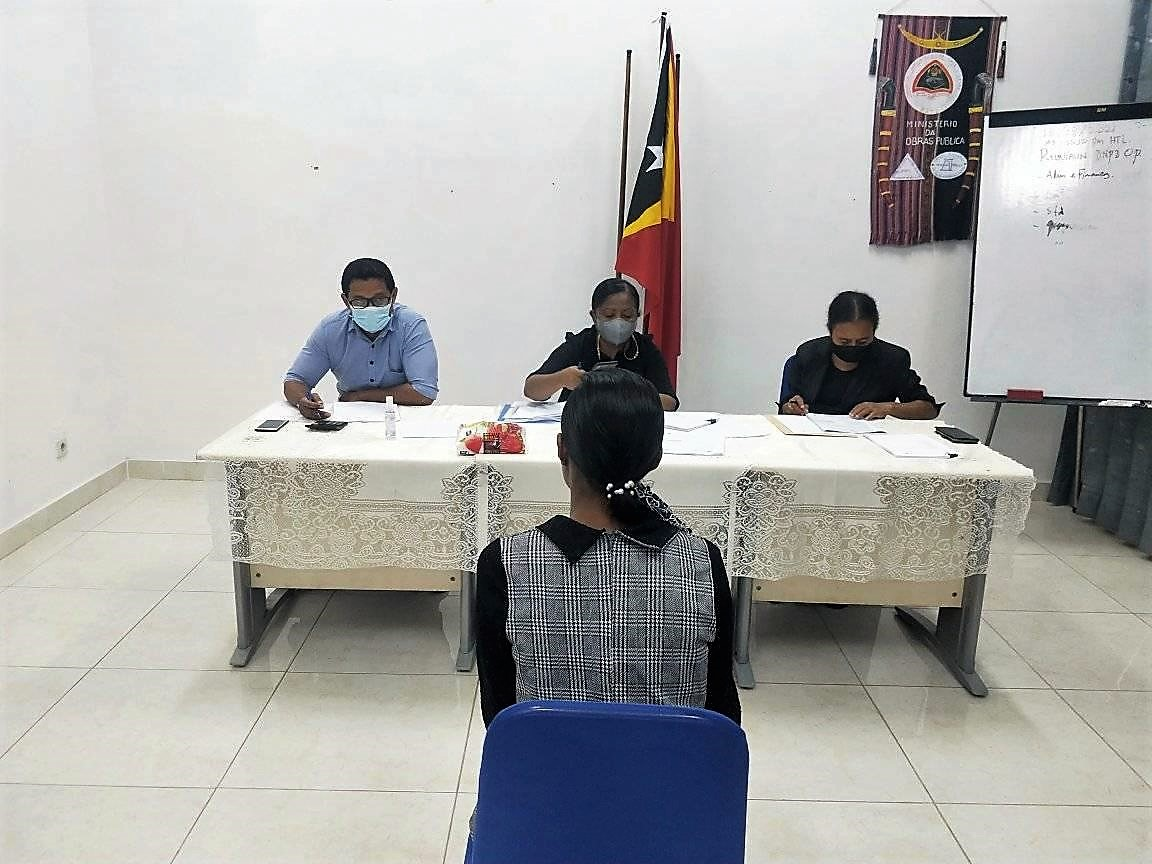
Eine Bewerberin für eine Stelle im Öffentlichen Dienst Osttimors stellt sich den Fragen

Ein Bewerbungsgespräch läuft in den meisten Fällen unstrukturiert ab. Lediglich bei anspruchsvollen Stellen folgt das Bewerbungsgespräch in seltenen Fällen einer klaren Linie.
Übliche Gesprächsinhalte sind:
- Begrüßung und Vorstellung der Gesprächspartner
- Vorstellung der Unternehmensstruktur, der Abteilung, der zu besetzenden Position
- Selbstpräsentation durch den Bewerber
- eignungsdiagnostische Fragen an den Bewerber
- Fragemöglichkeit für den Bewerber an das Unternehmen
- Organisatorisches zum weiteren Vorgehen und Verabschiedung

An eignungsdiagnostischen Kriterien orientierte strukturierte Vorstellungsgespräche können die Vorhersagegüte erheblich verbessern, finden aber wegen des Mehraufwandes selten Anwendung. Ein Beispiel stellt das Multimodale Interview nach Heinz Schuler dar.
Seitens des Bewerbers gewährt das Bewerbungsgespräch die Möglichkeit, Fragen zu Themen wie Karriereperspektive u. ä. zu stellen und anderweitig gewonnene Vorkenntnisse über den Arbeitgeber mit dem eigenen Eindruck abzugleichen. So kommt der Bewerber seinerseits zu einer Entscheidung darüber, ob er ein Arbeitsverhältnis mit diesem Arbeitgeber aufnehmen will.

## Rechtliches
Nach § 670 BGB sind Arbeitgeber in der Regel verpflichtet, alle Aufwendungen zu erstatten, wenn sie Bewerber zur Vorstellung aufgefordert haben. Es ist daher üblich, dass der Arbeitgeber dem Bewerber die Kosten, die mit der Teilnahme am Vorstellungsgespräch verbunden sind, erstattet. Gegebenenfalls kann nach § 44 SGB III ein Vermittlungsbudget (Reisekosten) beantragt werden.

## Wahrnehmung durch Arbeitnehmer
Eine repräsentative Umfrage der Jobbörse Indeed unter 1.000 Berufstätigen in Deutschland ergab im Jahr 2024, dass eine Mehrheit von 56,1 Prozent der Befragten Vorstellungsgespräche als unangenehm empfindet.